# 亞特蘭大 (阿肯色州)
亞特蘭大（英語：Atlanta）是位於美國阿肯色州哥倫比亞縣的一個非建制地區。該地的面積和人口皆未知。

## 地理
亞特蘭大的座標為33°07′07″N 93°03′10″W / 33.11861°N 93.05278°W，而該地的平均海拔高度為80米（即260英尺）。